# Gaël Monfils
Gaël Sebastien Monfils (Pariz, 1. rujna 1986.) francuski je profesionalni tenisač.

## Životopis
Godine 2004. Monfils je bio prvi na ljestvici najboljih juniora. Iste je godine postao profesionalac. Svoj prvi World Tour naslov osvojio je na turniru u poljskom Sopotu 2005. godine, pobijedivši u finalu Floriana Mayera. U finalu turnira u Metzu iste godine poražen je od Ivana Ljubičića. Osvojio je četiri Challengera (Besançon, Tunis, Sunrise i Marrakech). Na Grand Slam turnirima je najdalje došao do polufinala Roland Garrosa 2008., gdje je izgubio od Rogera Federera.
Monfils je u trinaest finala do 2011. osvojio samo tri turnira, uz Sopot 2005. još i Metz 2009. (Philipp Kohlschreiber) te Montpellier 2010. (Ivan Ljubičić).

## Stil igre
Monfils je igrač osnovne crte, koji ne preuzima prevelik rizik u igri. Ima odličan forehand, dobar dvoručni backhand, a fizički je među najspremnijim igračima na Touru.

## Osvojeni turniri

### Pojedinačno (3)
| Br. | Nadnevak            | Turnir      | Suparnik u finalu     | Rezultat         |
| 1.  | 1. kolovoza 2005.   | Sopot       | Florian Mayer         | 7:6(6), 4:6, 7:5 |
| 2.  | 27. rujna 2009.     | Metz        | Philipp Kohlschreiber | 7:6(1), 3:6, 6:2 |
| 3.  | 31. listopada 2010. | Montpellier | Ivan Ljubičić         | 6:2, 5:7, 6:1    |

## Vanjske poveznice
- Službena stranica  Arhivirana inačica izvorne stranice od 27. srpnja 2011. (Wayback Machine) (engl.)(fr.)
- Profil na stranici ATP Toura (engl.)

## Ostali projekti
|  | Zajednički poslužitelj ima još gradiva o temi Gaël Monfils |